# Monument als treballadors de la drassana caiguts el 1970
El Monument als treballadors de la drassana caiguts el 1970 (en polonès: Pomnik Poległych Stoczniowców 1970) és un monument en forma de tres Creus amb àncores (per això a Polònia és conegut sovint com a el monument de les tres creus o simplement tres creus). Cada creu pesa 42 tones i cada àncora, dues. El monument és adornat amb un fragment del poema Który skrzywdziłeś de Czesław Miłosz i el seu pedestal amb relleus de Robert Pelpliński i Elzbieta Szczodrowska.
El monument, dissenyat per Bogdan Pietruszka, Wieslaw Szyslak, Wojciech Mokwiński i Jacek Krenz, va ser construït per a complir una part de les promeses del govern polonès (després de les vagues de Solidarność a l'agost de 1980) per commemorar treballadors de les drassanes assassinats el desembre de 1970.
Va ser inaugurat el 16 de desembre de 1980.